# 敖冊賢
敖冊賢（1823年4月11日—？年），字文卿，號金甫，四川重慶府榮昌縣人，道光二十三年癸卯科舉人，咸豐癸丑科進士，庶吉士，官刑部主事。